# متحف بينانق الإسلامي
متحف بينانغ الإسلامي (بالملايوية: Muzium Islam Pulau Pinang)‏ هو متحف عن الإسلام يقع في جورج تاون، بينانق، ماليزيا.

## الوصف العام
يعرض المتحف تاريخ وإسهامات عرق الملايو «المسلمين» في إثراء تاريخ الولاية ونشر الدين الإسلامي فيها، ويحوي المتحف آثارًا ومعلومات عن أبرز الشخصيات في بينانق، كما يعرض طريق الحج الطويل عبر البحر والذي كان يسلكه الحجاج الماليزيون.

## التأسيس
يقع المتحف في فيلّا تمّ ترميمها في الأصل في عام 1860، والتي كانت في السّابق مقرًّا لتاجر الفلفل الحارِّ، ثُمَّ خضعت لعمليّة ترميم في عام 1996، وحصلت على جائزة أفضل مشروع في عام 1999.
ويقع المتحف في مدينة جورج تاون عاصمة ولاية بينانق الماليزية؛ وتمتاز مدينة جورج تاون بتنوعها الثقافي، فهي تجمع بين التراث الإسلامي والتراث الآسيوي وكذلك المعالم المتأثرة بالحضارة البريطانية في فترة الاستعمار.

## التسمية
يُسمى المتحف الإسلامي في بينانغ أيضًا باسم قصر سيد محمد العطاس؛ وهو تاجر من آتشيه (محافظة إندونيسيا حالياً تقع شمال سومطرة)، ومارس التجارة بين آتشيه وبينانق، وكان له دور أساسي في تزويد أهالي آتشيه بالأسلحة أثناء مقاومة الهولنديين عندما غزوا آتشيه في القرن التاسع عشر.
وقبل أن يتحول القصر إلى متحف، كان مكان إقامة للسيد محمد العطاس، ثم مكان إقامة ابنه، وكان حينها يحتضن احتفالات رأس السنة الهجرية (الأول من محرم) بحضور الشخصيات الدينية الاجتماعية والسياسية والتجار في بينانغ.
وفي 1993، قام مجلس البلدية في بينانغ بتملك القصر في إطار مشروع تنمية تراث سيد العطاس، وذلك بتوجيهات حكومة الولاية، وبرعاية الحكومة الفيدرالية، وبمساعدة تقنية فرنسية.

## التصميم
يتميز متحف بينانغ الإسلامي بالطراز المعماري الذي كان سائدًا في منتصف القرن التاسع عشر. لا يزال القصر أحد المباني القليلة من تلك الحقبة في بينانق الذي يتميز بثرائه بالعناصر الإسلامية في هندستها المعمارية.

## النشاطات
يضم المتحف مجموعات من الخزف والاثاث والأزياء والمجوهرات التي لا نظير لها في جمالها وقيمتها الفنية والتاريخية، ويعتبر المتحف تاريخ وتقدير لشعوب الجزيرة، ويؤكد بفنونه المختلفة التعددية الثقافية للدولة وتظهر الوحدة في التنوع.
يقدم المتحف صورة فورية لبينانغ ما كان وما هي عليه اليوم، إنها أشبه بصورة مصغره للماضي والحاضر. متحف يسعى لتعزيز هذا التراث للبينانغين والزوار من قريب أو بعيد.
ويعرض المتحف أدوار ومساهمات القادة الماليزيين في نمو وانتشار الإسلام في ماليزيا وبينانق مع إبراز أبرز الشّخصيّات العامّة الرّئيسيّة التي كان لها نفوذ في بينانج في القرن التّاسع عشر، وأوائل القرن العشرين.

### ساعات العمل
يستمر العمل طوال أيام الأسبوع ما عدا الجمعة (السبت - الخميس) من الساعة 9:30 صباحًا وحتى الساعة 6 مساءً. ويمكن الدخول للمتحف برسوم 3 رنقت للبالغين.